# Teresa Dowgiałło
Teresa Maria Dowgiałło (ur. 20 listopada 1884 w Hryczkowszczyźnie, zm. 19 lutego 1945  w  Ravensbrück) – działaczka niepodległościowa, żołnierka AK.

## Życiorys
Była córką Kazimierza Przemysława Dowgiałły, herbu Zadora, i Antoniny Justyny Biegańskiej, herbu Prawdzic. Otrzymała staranne wychowanie, znała kilka języków oraz grała na fortepianie. W 1901 roku wyszła za mąż za Tomasza Zana, wnuka filarety „Promiennego”. Miała syna Tomasza i córkę Helenę. W 1917 roku była sanitariuszką w I Korpusie Polskim i kierowała 72 czołówką sanitarną.
Pod pseudonimem „Mszaryna” działała w Polskiej Organizacji Wojskowej. Była komendantką Obwodu „Zarzecze”. Za tę działalność w 1922 roku została odznaczona krzyżem Virtuti Militari V klasy, a w 1933 roku Krzyżem Niepodległości z Mieczami.
Do 1931 roku zarządzała Duksztami, rodzinnym majątkiem Zanów.
Podczas okupacji należała do Związku Walki Zbrojnej (pseudonim „Anna”). Została aresztowana w listopadzie 1941 roku i osadzona na Pawiaku. 31 maja 1942 roku została przewieziona do obozu w Ravensbrück, gdzie zmarła 19 lutego 1945 na flegmonę.